# Green Bay Packers 1940
La stagione 1940 dei Green Bay Packers è stata la 20ª della franchigia nella National Football League. La squadra, allenata da Curly Lambeau, ebbe un record di 6-4-1, terminando seconda nella NFL Western division.

## Roster
| Roster dei Green Bay Packers nel 1940 |
| --- |
| Quarterback - Bob Adkins - Lou Brock - Dick Weisgerber Running Back - Frank Balasz - Lou Brock - Larry Buhler - Beattie Feathers - Arnie Herber - Clarke Hinkle - Cecil Isbell - Ed Jankowski - Joe Laws - Andy Uram - Hal Van Every Wide Receiver - Connie Mack Berry - Dick Evans - Milt Gantenbein - Don Hutson - Carl Mulleneaux - Ray Riddick - George Seeman Tight End {{{te}}} Offensive Linemen - Charley Brock - Paul Engebretsen - Charles Goldenberg - Tom Greenfield - Howard Johnson - Bill Lee - Russ Letlow - Lou Midler - Baby Ray - Charles Schultz - Champ Seibold - George Svendsen - Pete Tinsley - Bobby Wood - Gust Zarnas Defensive Linemen - Leo Disend - Paul Kell - Fred Shirey Linebacker {{{lb}}} Defensive Back {{{db}}} Special Team {{{st}}} |
| Legenda - I rookie sono in corsivo. - Il primo ruolo è il principale mentre gli eventuali successivi indicano i ruoli secondari. - (IR) sta per Injured Reserve ed indica la lista ristretta per un solo giocatore infortunato che può tornare ad allenarsi dopo la settimana 6 e a rientrare in prima squadra dopo che questa ha giocato 8 partite. - (NF-Inj.) / (NF-Ill.) stanno rispettivamente per Non-Football Injured e Non-Football Illness ed indicano le liste dove viene inserito un giocatore che ha un infortunio o una malattia non dipendente dal football americano. - (PUP) sta per Physically Unable to Perform ed indica la lista dove viene inserito un giocatore mentre è in attesa di recuperare la condizione fisica. Nella stagione regolare dopo la sesta partita giocata dalla propria squadra, il giocatore ha tempo tre settimane per riprendere ad allenarsi, più tre settimane aggiuntive dal suo rientro agli allenamenti per rientrare in prima squadra. |

## Calendario
| Stagione regolare |              |                      |           |
| Turno             | Data         | Avversario           | Risultato |
| 1                 | 15 settembre | Philadelphia Eagles  | V 27–20   |
| 2                 | 22 settembre | Chicago Bears        | S 41–10   |
| 3                 | 29 settembre | Chicago Cardinals    | V 31–6    |
| 4                 | 13 ottobre   | Cleveland Rams       | V 31–14   |
| 5                 | 20 ottobre   | Detroit Lions        | S 23–14   |
| 6                 | 27 ottobre   | Pittsburgh Steelers  | V 24–3    |
| 7                 | 3 novembre   | at Chicago Bears     | S 14–7    |
| 8                 | 10 novembre  | at Chicago Cardinals | V 28–7    |
| 9                 | 17 novembre  | at New York Giants   | S 7–3     |
| 10                | 24 novembre  | at Detroit Lions     | V 50–7    |
| 11                | 1 dicembre   | at Cleveland Rams    | P 13–13   |

## Classifiche
| NFL Western Division |   |   |   |      |       |     |     |     |
|                      | V | S | P | %    | DIV   | PF  | PS  | STR |
| Chicago Bears        | 8 | 3 | 0 | .727 | 6–2   | 238 | 152 | V2  |
| Green Bay Packers    | 6 | 4 | 1 | .600 | 4–3–1 | 238 | 155 | P1  |
| Detroit Lions        | 5 | 5 | 1 | .500 | 4–3–1 | 138 | 153 | S1  |
| Cleveland Rams       | 4 | 6 | 1 | .400 | 2–5–1 | 171 | 191 | P1  |
| Chicago Cardinals    | 2 | 7 | 2 | .222 | 2–5–1 | 139 | 222 | S3  |

Nota:  i pareggi non venivano conteggiati ai fini della classifica fino al 1972.